# 芸能人
芸能人（げいのうじん，英: celebrity，仏: artiste，伊: intrattenitore，独: entertainer，露: артист，簡: 艺人，韓: 연예인，泰: ดารา，印尼: penghibur，葡: artista）は、芸能を職業とする人。ただし、日本以外では芸能を職業とする人について、芸能人という大まかな括り方をしない場合もあり、相当する言葉が存在しない場合もある。日本で言う所の芸能人は社会的な影響力を持つため準公人とされ、一般人（業界用語では素人）とは明確に区別される。ただし、芸能デビューを夢見てオーディション応募中の人は、例えある程度知名度があったとしても一般人である。また一般人の同義語としては「私人」があるが、芸能人以外の人を指して「私人」と呼ぶことはあまりない。芸能人が所属する社会を芸能界と呼び、積極的にメディアに露出して個性を重要視するその特殊性から、組織人としての協調性を重要視する一般社会と区別する。後述するように社会的需要が少ない職業であるため芸能人になる事は非常に難しく、辛うじて若年層と呼べる20代後半までに概ね10,000人が挑戦して数人が芸能デビューできるかどうかといった程度の厳しい競争を勝ち抜く必要がある。また芸能デビュー後に人気芸能人になり、人気を維持するためには、選りすぐりの才能がしのぎを削る更に過酷な競争（出演オーディションなど）を勝ち続けなくてはならず、競争に勝つ前提として運と実力の両方が必要である。

## 概要
日本語の「芸能」は広く流通している表現であり、「芸能界」や「芸能人」などの派生語もまずは大衆文化（大衆芸能）を想起させることが多い。ただし、能や歌舞伎などの伝統芸能の枠組みもあり、「芸能」の表現は必ずしも大衆文化に限定して用いられているわけではない。
英語ではTV star，Movie star，Comedian，TV Personalityなどの職種別の呼び名はあるが、日本語の「芸能人」のような漠然とした単語による総称はない。なお、「芸能」の概念は英語のパフォーミング・アーツ（performing arts）の訳語として用いられることがある。パフォーミング・アーツ（performing arts）は日本語に直訳すると「上演芸術」となり音楽、舞踊、演劇などをすべて含む概念である。ただ、日本では「芸能」という語が広く流通しており、「上演芸術」という語は一般的には用いられていない。

### 芸能という職業について
芸能は競争倍率だけを考慮すれば非常に難易度が高い職業であるが、「将来なりたい職業」では常に上位にランクインするなど、大衆文化を享受する人々にとっては依然として人気の職業の1つである。

#### 芸能人になる方法
客観的に才能が認められて初めて芸能人になることができる。また、普通に過ごしていて芸能人になれることはまず無く、個人の意思で戦略的に自己アピールを行う必要がある。「可能な限り早く」戦略的に自己アピールを開始するべき理由としては、芸能事務所による才能育成の観点から、芸能界入りの年齢はかなり重視される要素であり、例えばオーディションの合格者の年齢は10代～20代が圧倒的に多いためである。従って、30代以降のオーディション合格では既に芸能界の中堅以上を担うべき年齢になっているため、実力や知名度の積み上げや資産形成が大きく遅れていることになる。芸能人になるためには複数の手段があるが、伝統的な手段としては芸能事務所などが主催するオーディションを勝ち抜いてデビューする，地道な活動を経てファンを集めマスメディアなどで話題となり芸能事務所などに採用される，街を歩いていて偶発的にスカウトされるなどする必要がある。基本的には東京に劇場・ライブハウス，芸能事務所，レコード会社，マスメディア本社が集中して存在し、芸能事務所のスカウトマン，レコード会社のA&R，ファッション雑誌のカメラマンも東京などの大都市で新たな才能の発掘を行っているため、可能な限り多くのチャンスを得るためにデビュー前から上京して活動を行う方法が主流である。

#### 一般人とは異なる芸能人の生活様式
人気芸能人になることができれば知名度も上がり、仕事や収入も増える。結果、ファッション、ライフスタイル（生き方など）、言動などが常に大衆に注目されるようになり、ときとしてカリスマ的な影響力を及ぼす。有名になれば、自分の悪い部分や、芸能デビュー以前の過去の逸話やプライベートなことなどの不都合な過去（整形前の顔写真、本人の公表していない生い立ちや出身校、家族・親族や交友関係など）まで暴露されることもある。しかし、過去の暴露も含めて良くも悪くも話題にならないと世間から忘れられる危険がある。ただし、いくら大物であろうとモラル違反、マナー違反、不法行為、違法行為などのスキャンダルは自身の活動停止や引退に繋がる危険がある。芸能人のキャリアを傷つけるスキャンダルの典型例は浮気や不倫や暴力である。広範な社会的影響力を持つ知名度の高い芸能人は極めて稀な存在であり、殆どの芸能人は知名度が低く少数のファンのみを相手にして活動を行うことになる。芸能活動の過程で、芸能人と同様に個人の才能を発揮して社会をリードする政治家や実業家と交流が持てる場合もあり、芸能以外の分野で活動のチャンスが得られる場合もある。

#### 一般社会と芸能界の間にある大きな壁
芸能人が属する社会集団は、選りすぐりの個性あふれる人材が所属し、個人を立てることを最重要視するという特殊性から一般社会とは区別され、主に芸能界と呼ばれている。芸能界では一般社会のことを「カタギ」と呼ぶ事がある。普通、一般企業が芸能界と直接的に関わりを持つことは無く、必要であれば芸能事務所を通して一定期間だけ芸能人を起用することになる（芸能界は特殊であり直接的に関わるとトラブルになりやすいため）。

#### 継続困難な芸能という職業
芸能界は世間の流行り廃りの影響によって人の入れ替わりが激しい社会となっており、芸能人として成功したとしてもセカンドキャリアを常に考える必要がある。実力によって地位を得たり、人脈を広げ着実な活動を続けたりするベテランは、人気がなくなっても大御所的存在として後進の指導等に回る者もいるが、生活が持たなくなり一般社会に戻る者も多い。また、自身のネームバリューや人脈を使って実業家となる場合もある。元芸能人のセカンドキャリアを支援する企業も存在し、主に元芸能人の一般企業，エンタメ企業への就職を支援している。女性芸能人の場合、結婚して専業主婦に近い立場になる場合もある。一般的に芸能人は高齢になるほど昔からの固定ファンの存在が重要となり、新規ファンの獲得は難しくなって行く。従って、高齢になっても固定ファンが少数しか居ない場合は、芸能活動を続けながら副業を行うか、芸能活動を停止してセカンドキャリアを歩む者が多くなる。2010年代後半以降、広告やCMでバーチャルアイドルやAIタレントのような24時間365日稼働できスキャンダルを起こさず老化もしない架空の人物を起用する例が増えてきており、人工知能があらゆる面で人間を凌駕する可能性がある21世紀半ば以降は芸能のあらゆる側面で強力なライバルになる可能性がある。

#### 一般人とは異なる芸能人の契約形態
芸能人は芸能事務所と契約を結んでいることが多いが、その多くはマネジメント契約であるため、一般社会の雇用契約には該当しない。ただし、ニュースでタレントと事務所の契約が解除された場合、不祥事により事務所側から契約を解除されれば「解雇」、円満など自身の都合による解除であれば「退社」と報道されている。芸能事務所は個人事業主である芸能人にスケジュール管理を任されると、テレビ出演などの仕事を与え、ギャラの一部を事務所がマネジメント料として貰い、残りを給料ではなく報酬として与える契約をすることが多い。ただし、悪徳な芸能事務所に所属した場合、多額のピンハネが行われ、報酬が極めて少なくなる可能性がある事には注意する必要がある。

#### 収入が不安定
芸能は社会の中では最も優先順位の低い職業であるため、収入が不安定な職業である。

#### 老後資金の不足
売れないまま芸能活動を継続すると貯蓄が出来ず、老後資金が大幅に不足する可能性が高くなる。芸能人は基本的に個人事業主であるため、老後の公的年金は国民年金しか受給できない点が特に大きな不安となっており、一般企業の正社員が加入する厚生年金の分まで自身の貯蓄で賄わなければならないため、一般企業の正社員以上に自力での老後資金の形成を行う必要がある。このリスクについては芸能人固有のものではなく、一般の自営業や非正規雇用者でも同様に発生する。

#### 健康リスク
芸能人は多大なストレスに晒され続けることが理由で寿命が短い傾向にあり、60代から70代前半に掛けて死亡する例が多く、多くの者は80代に達しない。芸能人は全職業を比較した中で最も寿命が短い力士（厳しい稽古や糖尿病の罹患リスクの高い食事など身体にかかる負担が極めて大きい生活を送るため概ね60歳辺りで死亡する）に次いで寿命が短い傾向にある。

## 歴史

### 近代以前の芸能
古くは、芸能は神事から発達したものであった。神懸かりの巫女の口から発せられる神託の言葉が人々への言祝ぎになったのが神楽などの原形である。日本土着の宗教である神道は大嘗祭、新嘗祭などにみられるように農耕信仰の要素を持っており、田楽などが派生し世阿弥らによって能・狂言などに受け継ぎ発展した。
農村社会が永らく続いた日本においては、成人するまでに村社会において必要なさまざまな実力を身につけることが求められ、周囲の仲間と同等の仕事、例えば重い米俵を担げる、同じ早さで稲刈りができるといった必要な能力を身に着け損ねた者は、大工や鳶といった職業集団や旅芸人などへ身売りされるといった側面もあった。江戸時代には武士・農民・町人（士農工商）の身分外の存在として差別される形となって記録されている。同時代、歌舞伎が反社会的なものと見なされながらも発展し、遊郭の遊女は芸能的才能を持っていたため「芸者」とも呼ばれ、外国語で「ゲイシャ」というイメージの元となっている。
現代のようにマネジメント等を専門に引き受ける会社がなかった時代、基本的には師匠に弟子入りし、師の元で研鑽に励むことで芸を受け継ぎ、自分のものにしてゆくのが典型的な方式であったが、世阿弥の例に見られるように時の将軍の覚えめでたく、破格の待遇をもって当時最高峰の知識人であった一流の貴族から直接教養を授かるチャンスに恵まれたことを生かして、自らの技を高めその奥義を記す迄に至った場合もある。また、猿楽、田楽といった庶民的なものも含め活動の場はもっぱら舞台しかなく、他者と技を競うといった機会も限られることから自らが必死に研鑽に努めたとしても生活の保障などは期待できなかった。かつては琵琶法師や座頭のような障害者も『平家物語』など口承文芸を謡うことで民衆の宗教心をもとに生活を立てていくことが可能であったが、近世に入って世俗化が進むようになると生計を立てるのは苦しくなっていった。

### マスメディアの登場と芸能人の変化
ヨーロッパ等においても彫刻家や音楽家の処遇にそのルーツを見ることができる。著名なクラシック作曲家の伝記をひもとけば、作りたくて作った曲とパトロンの歓心を得るために作られた曲が明白な場合が少なくない。一方、吟遊詩人や興行で回るサーカスの芸人のように民衆から金銭を募ることで生計を立てる人々も存在した。
近代以降、技術の進歩による映画や、ラジオ、テレビの出現で、また資本主義の急速な進展により大きく変化した。芸能人の活動の場がマスメディアに移っていった。従来の舞台の場合はその興業場所に芸能人、観客双方が足を運ばなければ成立しなかった。現代においては映画の発達やテレビ放送のネットワーク確立に伴い、フィルムやその他映像記録媒体に収録されたものとしてより広く多くの観客へ一度に提供するものとなった。まず、映画によって同時に多数の場所で視聴可能となり、ラジオやテレビに至っては受信できる環境にありさえすれば自宅でも楽しむことができる。収入面・知名度の観点からも、メディアへの露出は芸能人にとって成功するための必須条件になった。だが、同時に本来の芸を見せるのではなく、話術や容姿またはキャラクターなどが求められる傾向が強くなった。また、落語家などの一部にはテレビ出演することで活路を開いた例もある。

### 2010年代以降
2010年代以降、YoutubeなどSNSの普及に伴い、YouTuberに代表される新たな形の芸能人が登場し始める。

## 芸能事務所が加盟する業界団体
芸能事務所が加盟する業界団体としては、以下の3団体がある。
- 日本音楽事業者協会（略称：音事協）
- 音楽制作者連盟（略称：音制連）
- 日本芸能マネージメント事業者協会（略称：マネ協）